# Râul Chici
Râul Chici este un curs de apă, afluent al râului Canaraua Fetei. 

## Hărți
- Harta Județului Constanța